# Centre (l'Hospitalet de Llobregat)
El Centre és un barri de l'Hospitalet de Llobregat (Barcelonès) que pertany al Districte I, juntament amb els de Sant Josep i Sanfeliu. És un dels nuclis històrics de la ciutat, juntament amb el de Santa Eulàlia, i hi ha l'Ajuntament, el Centre d'Activitats la Farga i part dels equipaments culturals: el Museu de l'Hospitalet, la biblioteca Can Sumarro, l'Auditori Barrades i d'altres.
Limita amb els barris de Sanfeliu i Can Serra al nord, amb Bellvitge pel sud, amb Sant Josep a l'est, i amb el municipi de Cornellà de Llobregat a l'oest.
La Rambla de Just Oliveras és un dels espais públics que més destaquen del barri i de tota la ciutat de l'Hospitalet. És punt d'encontre i una de les principals zones d'oci. El passeig creua el barri de nord a sud i s'hi pot trobar cinemes, terrasses, l'Auditori Barradas i l'Acollidora.

## Història[1]
En 1819 es va inaugurar el canal de la Infanta que, juntament amb el talús del centre Samontà i la Marina va permetre l'arribada de l'aigua de reg a tot el delta des del riu Llobregat fins Montjuïc. Allò va facilitar que l'agricultura, que fins aleshores era secà, passés a ser de regadiu, amb un rendiments bàrbars que van enriquir als terratinents i van fer necessària la vinguda de molta mà d'obra de fora. Una afluència va provocar que creixés en població el casc antic del poble. Així les coses, l'antiga Pobla de l'Hospitalet, va començar a ocupar tot l'espai entre la riera de la Creu i l'Escorxador, desenvolupant-se el que coneixem ara com el barri del Centre.

## Patrimoni
Altres espais del barri són el parc de Can Boixeres, coronat per un palauet del segle xviii, la plaça de Lluís Companys, inaugurada l'any 1998 i al límit de la Rambla de Just Oliveras pel sud, o també la plaça de l'Ajuntament, un dels principals escenaris dels grans esdeveniments ciutadans i de la festa major, que se celebra pels voltants de la revetlla de Sant Joan. A l'entorn d'aquesta plaça es troba el Mercat del Centre, l'Església de Santa Eulàlia, el col·legi Tecla Sala i la Biblioteca Can Sumarro, així com el Museu de l'Hospitalet, el Carrer Major, i d'altres edificis senyes i vies principals de la història particular del barri i més general de la ciutat.
També es troben bona part dels edificis nobles que integren el patrimoni històric de la ciutat, com la Talaia o l'edifici de l'Harmonia, integrats al carrer del Xipreret, així com el centre comercial i la Farga.

## Dades[4]
- Extensió: 1,87 km²
- Població: 26,608
- Densitat: 14.671 hab/km²

## Transport públic
És un barri ben comunicat per autobús, tant urbans com interurbans, metro i ferrocarril. Les estacions del barri són:
- Rodalies (Renfe): l'Hospitalet de Llobregat.
- Metro:
  - L1 Rambla de Just Oliveras ben a prop del capdamunt de la
  - L1 i L8 (FGC) Av. Carrilet